# Ober-Olm
Ober-Olm település Németországban, Rajna-vidék-Pfalz tartományban. Lakosainak száma 4541 fő (2023. december 31.).

## Népesség
A település népességének változása:
| Lakosok száma | 2442 | 4407 | 4482 | 4526 | 4505 | 4541 |
|               | 1975 | 2017 | 2019 | 2021 | 2022 | 2023 |